# Black Dub (muziekgroep)
Black Dub is een internationale supergroep, die in oktober 2009 werd opgericht door de Canadese producer en muzikant Daniel Lanois.

## Biografie
Oprichter Lanois verwierf bekendheid als muzikant en als producer van onder meer U2, Bob Dylan, Brian Eno en Peter Gabriel. Hij vroeg de Belgische zangeres en toetseniste Trixie Whitley bij de band als frontvrouw. Daarna volgden drummer Brian Blade, bekend van Norah Jones en Wayne Shorter, en bassist Daryl Johnson, bekend van The Neville Brothers en Emmylou Harris.
De band zou in de zomer van 2010 beginnen aan zijn eerste tournee, waarbij ze onder andere het Gent Jazz Festival en het North Sea Jazz Festival aan zouden doen. Deze tournee moest echter afgezegd worden door een motorongeval waarbij Daniel Lanois zwaargewond raakte.
Op 2 november 2010 bracht de band haar eerste, titelloze, album uit op Jive Records.

## Discografie

### Albums
| Album met hitnotering(en) in de Vlaamse Ultratop 200 albums | Datum van verschijnen | Datum van binnenkomst | Hoogste positie | Aantal weken | Opmerkingen |
| ----------------------------------------------------------- | --------------------- | --------------------- | --------------- | ------------ | ----------- |
| Black Dub                                                   | 29-10-2010            | 13-11-2010            | 20              | 10           |             |

## Bandleden
- Trixie Whitley - zang en toetsen
- Daniel Lanois - gitaar
- Daryl Johnson - basgitaar
- Brian Blade - drums